# Чемпіонат Волинської області з футболу 1949
Чемпіонат Волинської області з футболу 1949 року виграв «Локомотив» (Ківерці).
Дослідник волинського футболу Сергій Грудняк знайшов два різних Положення про першість області з футболу. Відповідно до одного з них, в першості мали взяти участь 12 команд (луцькі «Динамо» та «Спартак», команди Торчина, Овадно, Ківерців, Рожища, Голобів, Маневич, Володимира-Волинського, Любомля та Каменя-Каширського), які грали в одне коло з 22 травня по 29 липня.
В іншому варіанті Положенні пише, що повинні були змагатися 16 команд (без луцького «Динамо», зате є три команди Ковеля, а також Устилуга та Шацька) в трьох зонах з 31 липня по 28 серпня, а переможці зон пізніше в Луцьку мали визначити чемпіона Волинської області.
Перша зона: Володимир-Волинський, Ковель («Локомотив»), Ковель (друга команда), Устилуг, Овадно, Маневичі.
Друга зона: Голоби, Рожище, Ківерці, Луцьк (ДСТ «Спартак»), Горохів, Торчин.
Третя зона: Камінь-Каширський, Ковель (перша команда), Шацьк, Любомль.
За повідомленням статті газети «Радянська Волинь» у фінальному матчі «Локомотив» (Ківерці) переміг команду  Володимира-Волинського — 2:1.
Склад «Локомотива»: Борис Булах, Вонятовський (другий воротар), Іван Кравчин, Володимир Гузюк, Орест Яворський, Іван Пономарьов, Михайло Комариця, Степан Трофімов, Володимир Єфремов. Анатолій Кучеренко, Володимир Щоткін, Олександр Сабуров, Сергій Цирюльніков.